# Назустріч (двомісячник)
«Назустріч» — двомісячник, журнал літератури і мистецтв, виходив у Львові між роками 1934—1938.
Вважався енциклопедією культурно-мистецького життя Західної України 1930-х років: друкував репродукції творів мистецтва, літературно-мистецьку критику, статті про історію українського мистецтва, огляди, прозу й поезію. Серед дописувачів та редакторів журналу находилися провідні галицькі працівники культури: Осип Боднарович, Василь Сімович, Михайло Рудницький, Святослав Гординський, Богдан-Ігор Антонич, Борис Ольхівський. Видавець — Осип Боднарович.
Сучасні літературознавці вважають, що такого рівня українського літературного часопису немає понині. Письменників, які відстоювали орієнтацію на західноєвропейську літературу, заперечували застарілі народництво і реалізм, плекали естетизм  називали «демо-лібералами» — саме вони друкувалися в журналі: Богдан-Ігор Антонич, Іван Керницький, Анатоль Курдидик, Ярослав Курдидик, Василь Софронів-Левицький, Юрій Косач та ін. Перелік імен говорить сам про багатогранність і художню пошуковість літературної групи.